# Patrick Pearse

Patrick Henry Pearse

Patrick Henry Pearse (auch Pádraig Henry Pearse, irisch Pádraig Anraí Mac Piarais [ˈpɑːdɾˠik ˈanɾˠiː mək ˈpʲiəɾˠəʃ]; * 10. November 1879 in Dublin; † 3. Mai 1916 in Dublin) war ein irischer Lehrer und Schriftsteller. Er gehörte zu den Anführern des Osteraufstands von 1916.

## Leben
Patrick Pearse, sein Bruder Willie, und seine Schwestern Margaret und Mary Brigid wurden in der Great Brunswick Street geboren. Heutzutage ist die Straße nach ihm benannt. Hier gründete ihr Vater, James Pearse, in den 1850er Jahren ein Steinmetz-Geschäft. Das Unternehmen blühte und ermöglichte den Pearses eine gute Erziehung. Die Familie des Vaters stammte aus England, James wanderte jedoch nach Irland aus und konvertierte zum Katholizismus, beides vermutlich aus beruflichen Gründen. Pearses Mutter war Irin, ihre Familie stammte aus dem irischen Westen (Gaeltacht) und sprach das irische Gälisch als Muttersprache. Margaret war James’ zweite Frau; James hatte zwei Kinder, Emily und James, aus seiner ersten Ehe. Pearse Großvater mütterlicherseits war ein Anhänger der Bewegung Junges Irland und später ein Mitglied der Irisch-Republikanischen Bruderschaft. Sein Großonkel mütterlicherseits, James Savage, kämpfte im amerikanischen Bürgerkrieg. Pearse besuchte eine Schule der katholischen Christlichen Bruderschaft. Der irischsprachige Einfluss von Pearse Großtante Margaret, zusammen mit seiner Schulzeit an dem CBS Westland Row, brachte ihm eine frühe Wertschätzung für die irische Sprache und Kultur. 1895 trat Pearse der Gälischen Liga bei und stieg schnell in den Führungskreis um Douglas Hyde auf. Pearse und Hyde hatten jedoch sehr unterschiedliche Ansichten, die später dazu führten, dass Hyde die Präsidentschaft der League niederlegte.
Pearse lehrte Irisch-Gälisch und schrieb Gedichte und Geschichten in irischer Sprache. 1908 gründete Pearse seine eigene Schule, die St. Enda's School in Dublin, in der er die Schüler dazu ermunterte, ihre eigene Kultur, Sprache und traditionelle irische Sportarten auszuüben. Auch führte er die Schüler auf Wanderungen nach Westirland.
Pearse war eine bekannte Persönlichkeit in der irischen Unabhängigkeitsbewegung. Er war 1913 Mitbegründer der Irish Volunteers und trat 1914 in die Irish Republican Brotherhood ein. Einem breiteren Publikum war Pearse besonders durch seine Rede beim Begräbnis von Jeremiah O’Donovan Rossa am 1. August 1915 bekannt geworden, die in den Zeitungen des Landes ausführlich zitiert und diskutiert wurde. Pearse’s Ausspruch Ein unfreies Irland wird niemals friedlich sein! (irisch: Ní bheidh Éire gan saoirse ar shíocháin choíche!, englisch: Ireland unfree shall never be at peace!) wurde zum geflügelten Wort.
In dieser Geheimorganisation gehörte er bald zum Führungszirkel und verfasste anlässlich des Osteraufstands 1916 die Proklamation der Republik Irland, zu deren Unterzeichnern er gehörte. Pearse wurde nach dem Fehlschlag des Aufstandes zusammen mit 14 anderen Aufständischen (darunter James Connolly und Pearses Bruder William) im Kilmainham-Gefängnis in Dublin hingerichtet.

## Pearse als Pädagoge: St. Enda’s Schule

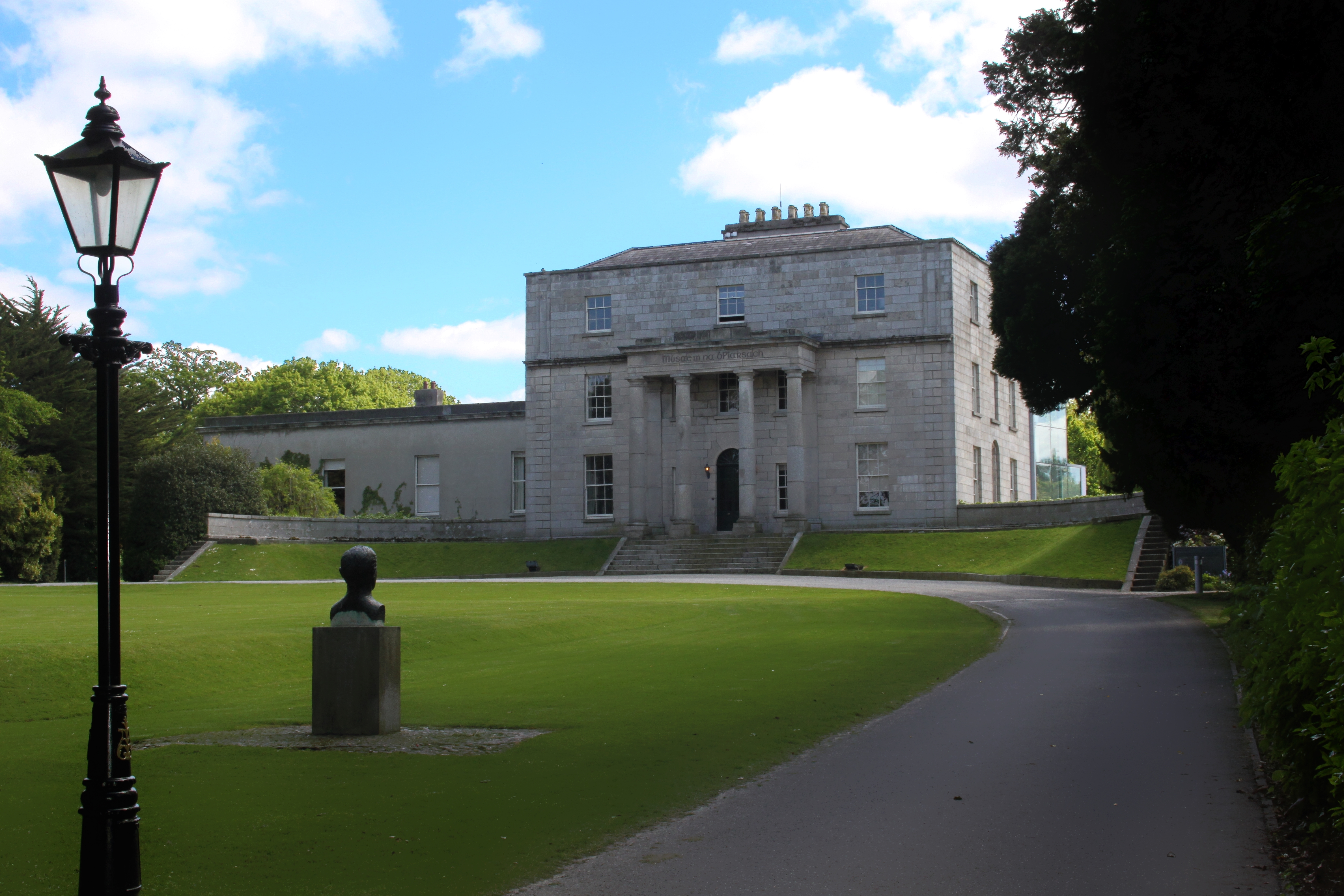
St Enda’s School, heutzutage das Pearse Museum

Als kultureller Nationalist glaubte Pearse, dass Sprache essentiell für die Identität einer Nation sei. Er glaubte, dass das irische Schulsystem darauf ausgerichtet war, Irlands Jugend zu guten Engländern oder gehorsamen Iren zu erziehen; die englische Erziehung habe aus ihnen „Sklaven“ gemacht. Er strebte an, dies zu ändern. Daher war es für ihn und andere Gleichgesinnte eine kulturelle Priorität, die irische Sprache vor dem Aussterben zu bewahren. Im Jahre 1908 gründete er die St. Enda’s School (Scoil Éanna), eine bilinguale Schule für Jungen, im Cullenswood House in Ranelagh, einem Vorort von Dublin. Die Schüler wurden sowohl auf Irisch als auch auf Englisch unterrichtet. Zwei Jahre später zog die Schule nach Rathfarnham, einen südlichen Vorort von Dublin, um.
Pearse war schockiert darüber, wie in den Schulen seiner Zeit, sei es in Großbritannien oder in Irland, die Kinder abgerichtet wurden; er nannte diese Schulen „Mordmaschinen“. Für eine Erziehung zum Segen der Kinder sei zweierlei unerlässlich: Freiheit und Inspiration. Es gehe darum, es den Kindern zu ermöglichen, das in ihnen Angelegte hervorzubringen. Die Aufgabe des Lehrers sei es, „den Kindern zu helfen, das Beste und Wertvollste in ihnen zu verwirklichen“. In St. Enda’s School konnte er seine pädagogischen Überzeugungen verwirklichen. 

## Haltungen und Überzeugungen

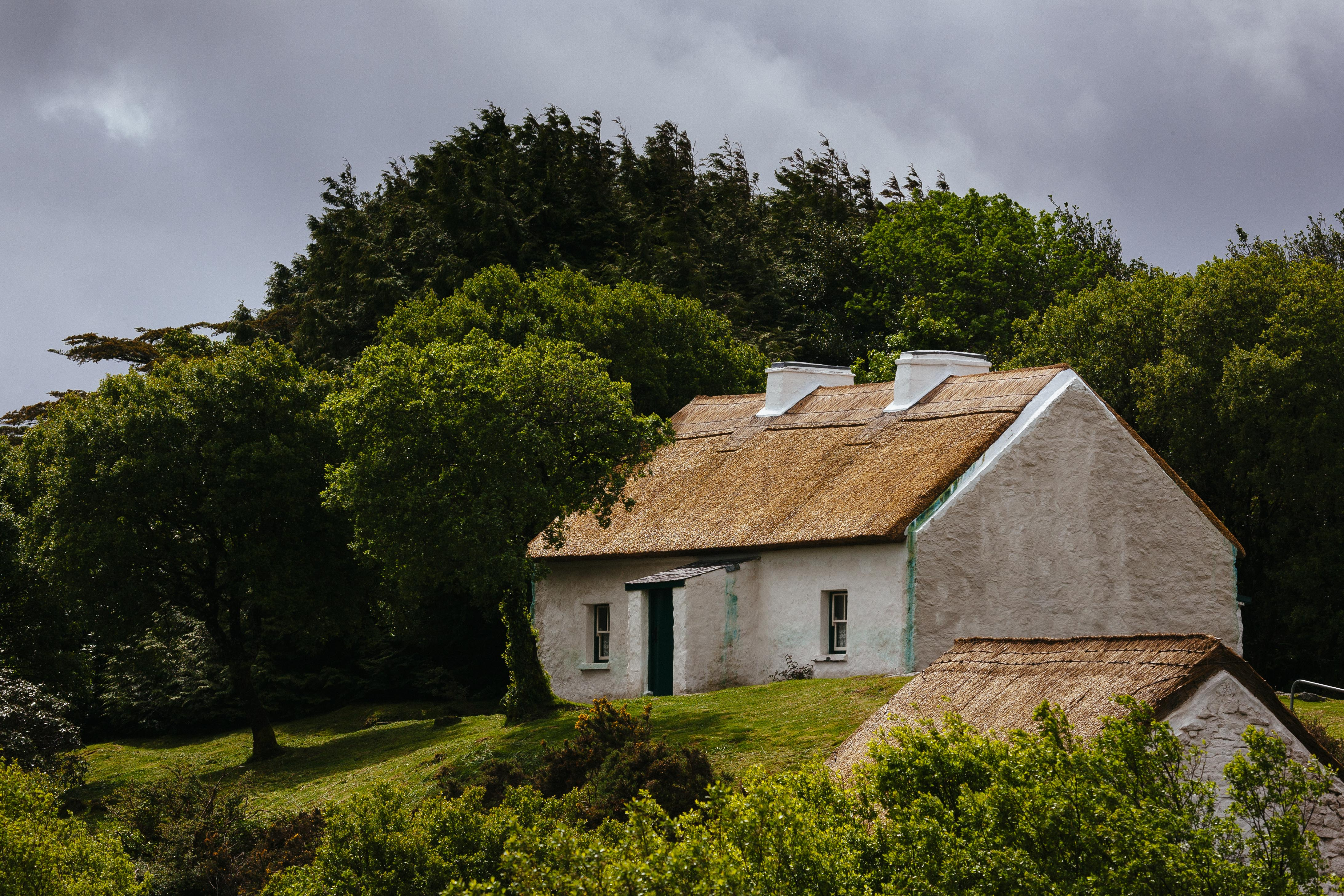
Pearse’s Cottage

Zentrales Element von Pearse’s politischer Philosophie, die Elemente des christlichen Glaubens mit Bezügen auf die vorchristliche Tradition des keltischen Irlands vermengte, war die These, dass wichtiger als militärische Erfolge die Bereitschaft zum Leiden sei. Den Osteraufstand, von vornherein militärisch chancenlos, sah er als ein notwendiges „Blutopfer“, die Leitfiguren der irischen Unabhängigkeitsbestrebungen James Fintan Lalor (1807–1849), John Mitchel (1815–1875) und Thomas Davis (1814–1845), insbesondere aber Theobald Wolfe Tone (1763–1798), stellte er als Heilige dar und verglich sie mit den Märtyrern des katholischen Glaubens. Bei der Beerdigung von Jeremiah O’Donovan Rossa hielt er die Traueransprache am Grab, in der er in einem berühmt gewordenen Satz die christliche Erwartung auf die Auferstehung mit der Zuversicht der Auferstehung der irischen Nation verband: „Das Leben geht aus dem Tod hervor und aus den Gräbern patriotischer Männer und Frauen gehen Nationen hervor.“
Indem er das eigene Leben und das seiner Mitstreiter opferte, erhoffte er sich eine Signalwirkung, die am Ende zum Sieg führen würde. Der weitere Verlauf der Geschichte gab ihm insofern recht, als erst die Hinrichtungen nach dem Osteraufstand diesen im Volk populär machten und zum Erstarken der Unabhängigkeitsbewegung und der Partei Sinn Féin führten.

## Nachleben
Zum 50. Jahrestag des Osteraufstands prägte Irland 1966 eine 10-shilling-Münze mit dem Porträt von Patrick Pearse.
Das Grab von Pearse und dreizehn weiteren Anführern des Osteraufstandes befindet sich auf dem Arbour Hill Cemetery in Dublin.
Pearse’s Cottage in Turlough ist ein irisches National Monument. In St. Enda’s School, an der er einst unterrichtete, ist heute das Pearse Museum eingerichtet.

## Schriften
Pearse schrieb Geschichten und Gedichte sowohl auf Englisch als auch auf Irisch. Seine bekanntesten englischen Gedichte sind unter anderem The Mother (Die Mutter), The Fool (Der Narr), The Rebell (Der Rebell) und The Wayfarer (Der Wanderer). Außerdem schrieb er einige allegorische Theaterstücke, wie zum Beispiel The King (Der König), The Master (Der Meister) und The Singer (Der Sänger). Seine irischen Kurzgeschichten waren unter anderem Eoghainín na nÉan (Eoineen von den Vögeln), Íosagán (Kleiner Jesus), An Gadaí (Der Dieb), Na Bóithre (Die Straßen), and An Bhean Chaointe (Die klagende Frau). Diese wurden von Joseph Campbell ins Englische übersetzt. Der Großteil seiner Ideen zum Thema Bildung sind in seinem berühmten Essay The Murder Machine (die Mordmaschine) zu finden. Außerdem schrieb er viele Essays über Politik und Sprache, wie zum Beispiel The Coming Revolution (Die kommende Revolution) und Ghosts (Geister).
Pearse wird mit dem Lied Oró Sé do Bheatha 'Bhaile assoziiert, für welches er zusätzliche Liedtexte verfasste.

## Veröffentlichungen
- Der Rebell, Gedichte. Aus dem Englischen und Gälischen übersetzt von Hans-Christian Oeser. Edition Rugerup, Berlin 2016.
- The Murder Machine and Other Essays. Mercier Press, Cork / Dublin 1976 (Reprint 1986), ISBN 0-85342-471-3.
- The Letters of P. H. Pearse. Hrsg.: Séamas Ó Buachalla. Colin Smythe, Gerrards Cross 1980, ISBN 0-901072-87-7.
- A Significant Irish Educationalist. The Educational Writings of P. H. Pearse, hrsg. v. Séamas Ó Buachalla, Mercier Press, Dublin und Cork 1980, ISBN 0-85342-569-8.